# オケイ

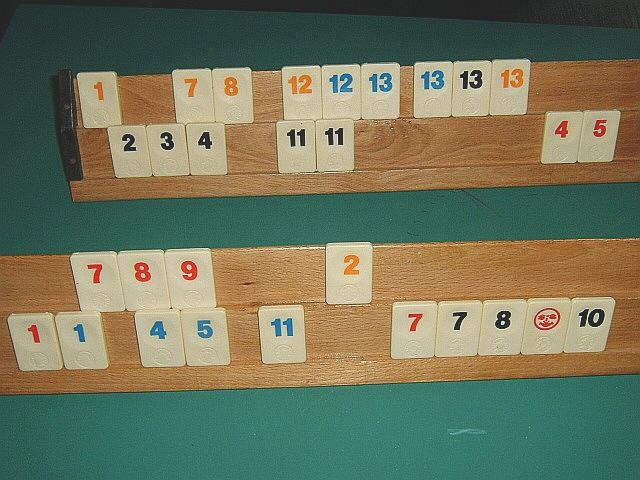
オケイの牌と台

オケイ（Okey)はトルコのテーブルゲーム。麻雀と同じく4人制かつラミー系のゲームであり、独自の用具を使用する。トルコでは盛んに行われている。ラミーやラミーキューブとの類縁関係ははっきりしない。オケイとラミーキューブで使用する用具はほぼ同一であり、互換性がある。「オーケイ」とも表記される。

## 用具
木製またはプラスティック製の「牌」（トルコ語で言うと「taş/タシュ/」）を106枚使用する。牌は4つのスーツ（赤、黄、青、黒）に分かれ、各スートは1から13のランクを持つ。同じ牌が2枚ずつある。
加えて、どのスーツにも属さない特殊な牌が2枚ある。目印として四葉のクローバーもしくは満月が描かれている。この2枚は「sahte okey」、すなわち「偽のジョーカー」と呼ばれる。
牌の背は見分けが付かないようになっている。6面のサイコロを1個使用する。牌は麻雀牌やドミノと比べると薄く、自立させられないので木製の台に2列に並べられる（右図を見よ）。各プレイヤーの手牌は本人にしか見えない。

## ゲームの概要
オケイは基本的に4人でプレイされるが、2人や3人で行うことも可能である。
ゲーム中、プレイヤーは14枚の手牌を保持する。卓を囲んだプレイヤーたちが反時計回りの順番で所定の位置から牌を1枚引き、代わりに手牌から不要牌を1枚捨てていく。それにより手牌をメルド（麻雀でいう面子）で揃えたプレイヤーはあがることができる。アガリによって点数のやり取りが行なわれる。ゲーム終了時になるべく多くの点数を持つことがゲームの目的となる。1回のアガリでやり取りされる点数は、場の状況および役が成立しているか否かで決まる。
麻雀では13枚の手牌を保持し、そこに14枚目の牌を加えてアガリ形を完成させる。それに対し、オケイでは14枚の手牌に15枚目を引き入れ、余り牌を1枚捨てることによってアガリ形を成立させる。そのためオケイには麻雀で言う「ロンあがり」に相当するものが存在しない。
オケイにおけるメルドは2種類ある。1つは「違うスートで同じランクの牌の組み合わせ」。3枚ないし4枚で構成される。第2が麻雀でいう順子に相当する「同じスートで1ずつランクが異なる牌の組み合わせ」である。12-13-1のような組み合わせは良いが13-1-2のような組み合わせは許容されない。　特別なアガリ形として　一種類を二つずつ計七組つくる麻雀の七対子とまったく同じアガリ形もある。

## 具体的なルール
具体的なルールについては下の#外部リンクを参照されたい。